# Sardinero HC
Sardinero Hockey Club is een Spaanse hockeyclub uit Santander.
De club werd opgericht in 1983 met alleen een mannenafdeling en in 1987 kwam er een vrouwenafdeling bij. Doordat de dames in 1995 verliezend bekerfinalist waren verkregen ze een ticket voor deelname aan de Europacup II 1996 in Rotterdam.